# Барбарен, Роже де
Роже де Барбарен (фр. Roger de Barbarin; 2 июня 1860, XVI округ Парижа — 4 марта 1925, Париж) — французский стрелок, чемпион летних Олимпийских игр 1900.
На Играх 1900 Барбарен соревновался только в стендовой стрельбе и занял в этом состязании первое место, получив золотую медаль.